# Novo Cabrais
Novo Cabrais is een gemeente in de Braziliaanse deelstaat Rio Grande do Sul. De gemeente telt 3.960 inwoners (schatting 2009).

## Aangrenzende gemeenten
De gemeente grenst aan Cachoeira do Sul, Candelária, Cerro Branco en Paraíso do Sul.

## Verkeer en vervoer
De plaats ligt aan de wegen BR-153, BR-287 en BR-481.